# Кукк, Юхан
Юхан Кукк (эст. Juhan (Johann) Kukk; 13 апреля 1885, волость Салла, Вирумаа — 4 декабря 1942, Архангельская область) — эстонский государственный деятель, предприниматель.

## Биография
Окончил торговый факультет Рижского политехнического института (1910), стажировался в Германии.
- В 1910—1912 работал в Первом ссудно-сберегательном товариществе в Тарту.
- В 1911—1919/1920 занимался журналистской деятельностью в кооперативном издании Ühistegevusleht.
- C 1914 — руководитель кооперативного бюро, в 1915—1919 — председатель Общества содействия кооперации.
- В 1917—1919 — член Временного земского совета Эстонии.
- В 1917—1918 — руководитель финансового департамента Эстляндского губернского правления.
- 19 февраля 1918 заочно был включен в состав Комитета спасения Эстонии, но 20 февраля он взял самоотвод и был заменён Константином Коником, также участвовал в комиссии по редактированию декларации независимости.
- В 1918—1919 — министр финансов и государственных имуществ Временного правительства Эстонии.
- В 1919 — член Учредительного собрания.
- В 1919—1930 — председатель совета Эстонского кооперативного союза.
- В 1919—1920 — министр финансов Эстонии.
- С 1920 — председатель совета Rahvapank (Народного банка).
- В 1920—1921 — министр торговли и промышленности Эстонии.
- В 1920—1926 — член Рийгикогу (парламента), в 1921—1922 — его председатель.
- С 21 ноября 1922 по 2 августа 1923 — государственный старейшина (глава государства).
- В 1923—1924, 1926—1930 — директор Эстонского центрального общества потребительских союзов.
- В 1924—1925 — директор Банка Эстонии.
- В 1925—1940 — председатель совета National Peat Industry (с 1936 — Estonian Peat Industry).
- В 1931—1940 — председатель совета Балтийской хлопчатобумажной фабрики.
- В 1933—1940 — директор Kreenbalt Ltd.
- В 1933—1934 читал лекции по финансовой и промышленной политике в Тартуском университете.
- В 1936—1940 — председатель Всеэстонского союза текстильных предприятий.
- В 1937—1940 — член совета Палаты торговли и промышленности.

Критично относился к авторитарному режиму Константина Пятса, установившемуся после государственного переворота 1934.
В 1940 году был арестован органами НКВД, умер в заключении. Точное захоронение неизвестно, в память о Кукке на таллинском кладбище Хийу-Раху установлен кенотаф.